# Más pobre que una laucha
Más pobre que una laucha es una película en blanco y negro de Argentina dirigida por Julio Saraceni sobre el guion de Abel Santa Cruz que se estrenó el 27 de enero de 1955 y que tuvo como protagonistas a Lolita Torres, Alberto Dalbes, George Rigaud y Ramón J. Garay.

## Sinopsis
Una joven pobre se enamora de un empresario del perfume del que es secretaria.

## Reparto
Actuaron en el filme los siguientes intérpretes:
- Lolita Torres....Analía Suárez
- Alberto Dalbes....Fernando Méndez Dávila
- George Rigaud....Jorge Méndez Dávila
- Ramón J. Garay....Saporiti
- Mayra Duhalde....Fanny
- Julio Bianquet....principe Ahmed Saigón
- Nila Cara....Madame Patachón
- Antonio Provitilo....Benjamín Tapia
- Fabio Zerpa....parroquiano de "Chez Patachón"
- Nelly Prince....secretaria
- Warly Ceriani....accionista de la empresa de perfumes
- Susana Mayo....hermana menor de Analía
- Elías Herrero....tío Ramiro
- Alberto Contreras....perfumista español
- Tomás Alonso....monsieur Fufú
- Germán Vega....secretario del príncipe
- Carlos Cotto....Doctor Malino
- Miguel Cossa....Miróche
- Carmen Giménez....madre de Analía
- Thelma Mendoza....secretaria
- Adelco Lanza....integrante del ballet

## Comentarios
Noticias Gráficas dijo sobre el filme:

”Simpática pero ingenua en su trama.”

Por su parte King opinó:

”Comedia reidera ágilmente conducida por Saraceni.”